# Ectropothecium drepanocladioides
Ectropothecium drepanocladioides är en bladmossart som beskrevs av Brotherus och Potier de la Varde 1925. Ectropothecium drepanocladioides ingår i släktet Ectropothecium och familjen Hypnaceae. Inga underarter finns listade i Catalogue of Life.